# Paisley

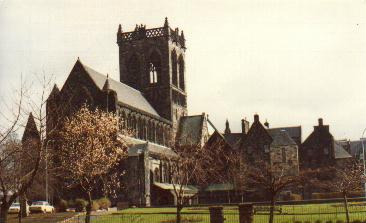
Abadia de Paisley

Paisley és un poble situat al sud-oest d'Escòcia, a pocs quilòmetres de Glasgow. Amb una població de 73 mil habitants és la capital administrativa i centre econòmic del Renfrewshire, de manera que ha aspirat a la distinció de City en els últims anys.
Encara que es creu que pot tenir els seus orígens en l'època de la invasió romana (S. VI-VII) quan un monjo irlandès santificat com Sant Mirren (Saint Mirin) aixecà una capella, no va ser fins al segle xii (1163) quan es creà un priorat al voltant del qual van créixer assentaments de població. En el transcurs d'un segle de la seva fundació, el 1245, va donar a origen a una abadia, centre monacal regit per l'orde de Cluny. En l'actualitat, l'edifici restaurat de l'abadia i el palau adjacent construït sobre el claustre medieval sobreviu com església parroquial de l'Església d'Escòcia (Church of Scotland) i és una de les icones més característiques del poble.
Paisley va esdevenir famós durant els segles xviii i xix per la producció tèxtil, especialment roba de cotó, amb el disseny distintiu que porta el mateix nom de la ciutat Paisley Pattern. El desenvolupament de Paisley va estar molt lligat al de la indústria tèxtil i va patir el declivi d'aquesta indústria al segle xx. Durant molt de temps la ciutat fou el centre de la fabricació del fil de cotó, de manera que en els anys 30 hi havia 28.000 persones treballant a les dues fàbriques  Anchor i Ferguslie del fabricant J & P Coats Ltd (Coats Viyella), les més grans arreu del món d'aquest sector. En els anys 50 les fàbriques introduïren la producció de fils sintètics, principalment d'importació més econòmica des de les seves fàbriques de l'Índia i el Brasil, el que suposà una disminució progressiva de la producció local. A finals dels anys 80 s'havia acabar la producció de fil a Paisley.
Paisley ha fet front a la desaparició de la seva indústria des dels anys 70, ja que moltes indústries han tancat o traslladat la seva producció. Un dels moments més significatius per a la zona va ser l'any 1981 quan l'empresa Peugeot, abans Chrysler va tancar les portes de la seva fàbrica a Linwood, als afores de Paisley i gairebé cinc mil treballadors van ser acomiadats.
En l'actualitat els centres motors de l'economia de la zona són l'aeroport de Glasgow, situat al nord de Paisley, i la seva universitat (Paisley University).

## Personatges il·lustres
- Gerard Butler, actor i cantant.
- Archie Scott-Brown, pilot automobilístic.
- Alasdair Strokosch, jugador de rugbi.